# Шаня
Шаня(рос. Шаня) — річка в Росії, у Можайському, Ізносковському, Мединському й Дзержинському районах Московської та Калузької областей. Ліва притока Угри (басейн Оки).

## Опис
Довжина річки 131 км, найкоротша відстань між витоком і гирлом — 75,36 км, коефіцієнт звивистості річки — 1,74. Площа басейну водозбору 2 200 км².

## Розташування
Має виток на південний захід від села Кусково. Спочатку тече переважно на південний схід через Рябіки, Терехово, Павліщево, Шевнево, Шанський Завод, Мальчуково, Радюкино, Нікольське, місто Кондрово. Проти села Нове Уткино річка повертає на південний захід і тече через селище Полотняний Завод, Дурненво і на західній околиці селища Товарково впадає у річку Угра, ліву притоку Оки.
Притоки: Рудня, Трубенка, Суходрев (ліві); Костіжа, Городенка, Самородка (праві).

## Цікаві факти
- У XIX столітті на річці та її притоках працювало багато водяних млинів[3].